# Beatrice Crass
Beatrice Lennon Crass, född 24 februari 2004, är en brittisk konstsimmare.

## Karriär
Vid junior-EM 2022 i Alicante tog Crass brons tillsammans med Ranjuo Tomblin i det tekniska programmet för mixade par. Vid europeiska spelen 2023 i Oświęcim tog hon brons tillsammans med Ranjuo Tomblin i både det tekniska programmet och det fria programmet för mixade par. Vid junior-EM 2023 i Funchal tog Crass silver tillsammans med Ranjuo Tomblin i det fria programmet för mixade par.
Vid EM 2024 i Belgrad tog Crass brons tillsammans med Ranjuo Tomblin i både det tekniska programmet och det fria programmet för mixade par.